# Pat Nevin
Patrick Kevin Francis Michael "Pat" Nevin (født 6. september 1963 i Glasgow, Skotland) er en tidligere skotsk fodboldspiller, der spillede som kantspiller. Han var på klubplan tilknyttet Clyde, Kilmarnock og Motherwell i hjemlandet, samt engelske Chelsea, Everton og Tranmere.
Nevin blev desuden noteret for 28 kampe og fem scoringer for Skotlands landshold, som han repræsenterede ved EM i 1992 i Sverige.